# Przemysław Gintrowski
Przemysław Adam Gintrowski (né le 21 décembre 1951 à Stargard Szczeciński et mort le 20 octobre 2012 à Varsovie) est un compositeur et musicien polonais.

## Biographie
En 1979, Przemysław Gintrowski fait un trio compositeur légendaire avec Jacek Kaczmarski et Zbigniew Łapiński. La chanson Mury (murs), de Jacek Kaczmarski, composée d’après  la chanson catalane L'Estaca de Lluís Llach devient en 1980/1981 l’hymne de Solidarność pendant les grèves aux chantiers navals de Gdańsk et de Szczecin. En décembre 1981 le général Wojciech Jaruzelski proclame l’état de guerre, Kaczmarski va en exil et le trio est dissous. Gintrowski travaille en tant qu’artiste solo et donne des concerts dans la résistance polonaise.
Ses disques sont publiées par des éditeurs souterraines et ses concerts ne sont  annoncés que  quelques heures en avance. Au milieu des années 1980, il prépare un récital pour l’actrice Krystyna Janda intitulé Kamienie (pierres). Le spectacle  n’a pas pu être réalisé. Janda cependant interprète des chansons de ce programme et remporte avec une de ces chansons le « Festival de la Chanson d’Opole ».
Après les changements politiques en Pologne Gintrowski soutient au début des années 1990, les activités politiques du président polonais Lech Wałęsa.
En dehors de son travail en tant que compositeur politique Gintrowski compose la musique de plusieurs films et séries télévisées. Ceux-ci comprennent le film Matka Królów de Janusz Zaorski en 1982, la comédie Co to konia obchodzi?  de Grażyna Popowicz sortie en 1989 et la série télévisée Zmiennicy  de Stanisław Bareja en 1986.